# Theodor Kappstein
Theodor Kappstein (* 28. November 1870 in Berlin; † 17. Mai 1960 in Rudolstadt) war ein deutscher Journalist, Schriftsteller, Literaturkritiker und Theologe.

## Leben
Kappstein studierte Theologie, Religionswissenschaft, Philosophie und Literaturwissenschaft in Basel und Berlin. Seit 1898 war er Dozent der Humboldt-Volkshochschule in Berlin. Er schrieb Theaterkritiken und war Korrespondent mehrerer Zeitungen. 1900 heiratete er Anna Behnisch. Zuletzt lebte er in Rudolstadt.

## Schriften
- Emil Frommel. Ein biographisches Gedenkbuch mit Benutzung ungedruckter Quellen. Hüpeden & Merzyn, Berlin 1903.
- Peter Rosegger. Ein Charakterbild. Greiner & Pfeiffer, Stuttgart 1904. (Digitalisat)
- Ahasver in der Weltpoesie. Mit einem Anhang: Die Gestalt Jesu in der modernen Dichtung. Studien zur Religion in der Literatur. Reimer, Berlin 1906. (Digitalisat)
- Buddha und Christus. Religionsgeschichtliche Parallelen. Hüpeden & Merzyn, Berlin 1906.
- Wesen und Geschichte der Religionen. Verlag 20. Jahrhundert, Berlin 1906.
- Eduard von Hartmann. Einführung in seine Gedankenwelt. Vorlesungen, gehalten an der Freien Hochschule Berlin. Perthes, Gotha 1907.
- Psychologie der Frömmigkeit. Studien und Bilder. Heinsius, Leipzig 1908.
- Moderne Theologie und Kultur. Essay. Marquardt, Berlin 1908.
- Rudolf Eucken. Der Erneuerer des deutschen Idealismus. Buchverlag der „Hilfe“, Berlin-Schöneberg 1909.
- Leuchten der Menschheit. Religionsgeschichtliche Porträts. Buchverlag fürs deutsche Haus, Berlin 1909.
- Auf die Schanzen! Lichter und Losungen. Reuß & Pollack, Berlin 1911.
- Adolf Hausrath, der Mann, der Theolog, der Dichter. Grote, Berlin 1912.
- Bibel und Sage. Sage, Mythus und Legende in der Bibel. Die Bibel in der Legende und Anekdote. Paschke, Berlin 1913.
- Die Religionen der Menschheit. Judentum und Christentum. 2 Bände. Wegweiser-Verlag, Berlin 1920. (Digitalisat)
- Goethes Weltanschauung. 2 Bände. Rösl, München 1921–1923.
- Schleiermachers Weltbild und Lebensanschauung. Rösl, München 1921.
- Schillers Weltanschauung. Rösl, München 1921.
- Hermann Sudermann und seine 17 besten Bühnenwerke. Eine Einführung. Schneider, Berlin 1922.
- Arthur Schnitzler und seine besten Bühnenwerke. Eine Einführung. Schneider, Berlin 1922.
- Einführung in Friedrich Nietzsches Zarathustra-Dichtung. Velhagen & Klasing, Bielfeld 1925.
- Fritz Mauthner. Der Mann und sein Werk. Paetel, Leipzig 1926.
- Ansteckende Gesundheit. Ostmarken-Verlag, Wien 1939.

## Herausgeberschaft
- Gotthold Ephraim Lessing. Ein Charakterbild aus seinen Werken. Lutz, Stuttgart 1906.
- Volks-Nietzsche. Auswahl und Bearbeitung Theodor Kappstein. 4 Bände. Sieben-Stäbe Verlag, Berlin 1931.
- Wilhelm Humboldt schreibt an seine Freunde. Eingeleitet und ausgewählt von Theodor Kapstein. Münchner Buchverlag, München 1940. (Münchner Lesebogen Nr. 94). (Digitalisat)